# Khu kinh tế cửa khẩu Đồng Đăng – Lạng Sơn
Khu kinh tế cửa khẩu Đồng Đăng – Lạng Sơn là một trong 9 khu kinh tế cửa khẩu quan trọng nhất của Việt Nam. Khu này được Chính phủ Việt Nam thành lập vào tháng 10 năm 2008 trên cơ sở các khu kinh tế cửa khẩu Lạng Sơn, Đồng Đăng cũ có từ cuối những năm 1990.
Theo Quyết định số 138/2008/QĐ-TTg, khu kinh tế cửa khẩu này có phạm vi không gian bao trùm thành phố Lạng Sơn, một phần huyện Cao Lộc (gồm thị trấn Cao Lộc và các xã Thụy Hùng, Phú Xá, Hồng Phong, Tân Liên, Song Giáp và một phần xã Bình Trung), một phần huyện Văn Lãng (các xã Tân Thanh, Tân Mỹ, huyện Văn Lãng, tỉnh Lạng Sơn), một phần huyện Chi Lăng (xã Vân An), một phần huyện Văn Quan (xã Đồng Giáp). Toàn bộ khu kinh tế này rộng 394 km², gồm 2 phân khu: phi thuế quan và thuế quan. Hai cửa khẩu quan trọng nhất là cửa khẩu Hữu Nghị (đường bộ) và cửa khẩu Đồng Đăng (đường sắt).
Sau khi được thành lập, khu kinh tế cửa khẩu Đồng Đăng – Lạng Sơn thuộc sự quản lý của chính quyền tỉnh Lạng Sơn mà trực tiếp là Ban quản lý khu kinh tế cửa khẩu được thành lập vào tháng 11 năm 2008.
Khu kinh tế cửa khẩu Đồng Đăng – Lạng Sơn được quy hoạch thành một nút trên tuyến Hành lang kinh tế Nam Ninh - Lạng Sơn - Hà Nội - Hải Phòng, thành một động lực kinh tế của tỉnh Lạng Sơn, vùng Đông Bắc Việt Nam, và sau năm 2010 trở thành một cực của Tứ giác kinh tế trọng điểm Bắc Bộ (Lạng Sơn – Hà Nội – Hải Phòng – Quảng Ninh).
Đầu tư vào khu kinh tế cửa khẩu Đồng Đăng – Lạng Sơn được hưởng các ưu đãi quy định tại Nghị định số 29/2008/NĐ-CP ngày 14/3/2008 . Bản thân việc phát triển khu kinh tế cửa khẩu này cũng được chính phủ Việt Nam quan tâm hơn các khu kinh tế cửa khẩu nói chung, thể hiện tại Quyết định 33/2009/QĐ-TTg .
Hiện chính phủ Việt Nam có kế hoạch xây dựng Khu Hợp tác kinh tế biến giới Đồng Đăng - Bằng Tường như một phân khu chủ đạo trong Khu kinh tế cửa khẩu Đồng Đăng – Lạng Sơn tập trung và trở thành cửa khẩu biên giới lớn nhất .